# Комсомольський (Адамовський район)
Комсомо́льський (рос. Комсомольский) — селище у складі Адамовського району Оренбурзької області, Росія.

## Населення
Населення — 1458 осіб (2010; 1689 у 2002).
Національний склад (станом на 2002 рік):
- росіяни — 60 %